# Сток-Вісьневський
Сток-Вісьневський (пол. Stok Wiśniewski) — село в Польщі, у гміні Вішнев Седлецького повіту Мазовецького воєводства.
Населення — 144 особи (2011).
У 1975-1998 роках село належало до Седлецького воєводства.

## Демографія
Демографічна структура станом на 31 березня 2011 року:
|          | Загалом | Допрацездатний вік | Працездатний вік | Постпрацездатний вік |
| -------- | ------- | ------------------ | ---------------- | -------------------- |
| Чоловіки | 67      | 7                  | 46               | 14                   |
| Жінки    | 77      | 18                 | 33               | 26                   |
| Разом    | 144     | 25                 | 79               | 40                   |